# إنيز (مغنية)
إنيز (بالدنماركية: Inez)‏ هي مغنية دنماركية، ولدت في 15 أكتوبر 1977.

## روابط خارجية
- إنيز على موقع ميوزك برينز (الإنجليزية)
- إنيز على موقع أول ميوزيك (الإنجليزية)